# علي البتيري
على محمد قطوش (القدس 22 نوفمبر 1945-) شاعر فلسطيني.

## حياته
.
وُلد علي محمّد قطوش، الذي اشتُهر باسم «علي البتّيري»، سنة 1945 في بلدة بتير/ بيت لحم، أنهى الثانوية العامة/ الفرع الأدبي في مدرسة بيت لحم الثانوية سنة 1962، وحصل على شهادة الدبلوم في اللغة الإنجليزية من كلية دار المعلمين/ العروب سنة 1964.
تولى إدارة التحريرفي مجلة «وسام» للأطفال التي تصدرها وزارة الثقافة (2002-2006)، وعمل مستشاراً للتحرير في كلٍّ من مجلة «الشرطي الصغير» التي تصدرها مديرية الأمن العام منذ 1996، وصحيفة «زها» التي يصدرها مركز زها الثقافي/ أمانة عمّان الكبرى (2007-2009).
تولى إدارة التحريرفي مجلة «وسام» للأطفال التي تصدرها وزارة الثقافة (2002-2006)، وعمل مستشاراً للتحرير في كلٍّ من مجلة «الشرطي الصغير» التي تصدرها مديرية الأمن العام منذ 1996، وصحيفة «زها» التي يصدرها مركز زها الثقافي/ أمانة عمّان الكبرى (2007-2009).نال جائزة خليل السكاكيني لأدب الطفل من رابطة الكتّاب الأردنيين سنة 1996 عن مجمل أعماله، وجائزة التأليف (مجال الشعر) من اللجنة الوطنية العليا لإعلان عمّان عاصمة للثقافة العربية لعام 2002 عن مجموعته «لماذا رميت ورود دمي».وفازت قصائد وأناشيد كتبها للأطفال بجائزة أفضل عمل غنائي متكامل سبع مرات في الدورات الثماني لمهرجان أغنية الطفل الذي كانت نظمته وزارة الثقافة. كما حازت أغنيات من تأليفه حوائز منها: جائزة الميكرفون الذهبي في مهرجان الأغنية العربية الخامس (1996) عن أغنية «كيف أغنّي»، والميداليةَ الذهبية في مهرجان الأغنية العربية بالقاهرة (2005) عن أغنية «طفل على البوابة»، والجائزة الثانية في مهرجان الأغنية الأردنية الأول (2000) عن أغنية «دعوني أغنّي»، والجائزة الكبرى في مهرجان القاهرة السادس للأغنية (2000) عن أغنية «عُد لي»، وجائزة الميكرفون الذهبي من مهرجان الأغنية العربية بتونس (2008) عن أغنية «انتظار الماضي».وهو عضو في رابطة الكتّاب الأردنيين، وملتقى بناة المستقبل. وتولى منصب نائبَ الرئيس في الرابطة الوطنية لتربية وتعليم الأطفال التابعة لمؤسسة نور الحسين، وكان عضواً في الهيئة الإدارية لاتحاد الكتّاب والأدباء الأردنيين لدورتين.

## انجازاته الأدبيه
- «لوحات تحت المطر»، شعر، المطبعة الأردنية، عمّان، 1973.
- «المتوسط يحضن أولاده»، شعر، وزارة الثقافة والإعلام، بغداد، 1981.
- «أطفال فلسطين يكتبون الرسائل»، شعر للأطفال، دار بن رشد، عمّان، 1984.
- «صوت بلادي»، شعر للأطفال، مطبعة الصفدي، عمّان، 1987.
- «مهند يرفع العلم»، شعر للأطفال، دار يمان، عمّان، 1992.
- «لماذا رميتِ ورودَ دمي»، شعر، دار البشير، عمّان، 2002.
- «شبابيك أتعبها الانتظار»، شعر، وزارة الثقافة، عمّان، 2004.
- «أغنيات عاشق المطر»، شعر، (د.ن)، عمّان، 2007.
- «للنخيل قمر واحد»، شعر، أمانة عمّان الكبرى، عمّان، 2007.
- «نحن المستقبل»، شعر للأطفال، عمّان، 2007.
- «الأطفال يحبون الوطن»، شعر، وزارة الثقافة، عمّان، 2009.
- «رحلة سجّورة في جسم الإنسان»، قصة للأطفال، قطَر، 2011.

## حياته
- عمل بالتدريس في بلده، ثم في دولة الإمارات لخمس سنوات، وعمل إلى جانب التدريس بالصحافة الأردنية والعربية.
- عضو رابطة الكتاب الأردنيين، وجمعية المكتبات الأردنية، والرابطة الوطنية للتربية والتعليم.
- مهتم بأدب الأطفال، ويكتب - إلى جانب الشعر - القصة، والمسرحية، والمقالة النقدية والصحفية.
- يشارك بشكل سنوي في مهرجان جرش للثقافة والفنون في مجال الشعر.
- دواوينه الشعرية: لوحات تحت المطر 1973 - المتوسط يحضن أولاده 1981, ودواوين الأطفال: القدس تقول لكم 1983 - أطفال فلسطين يكتبون *الرسائل 1984 - فلسطين يا أمي 1986 - صوت بلادي 1990.
- حصل على جائزة أدب الأطفال (جائزة الملكة نور) 1991 , وعلى شهادة تقدير من التلفزيون الأردني عن أوبريت غنائي عنوانه (طريق المجد).

## قصائده
- القصيدة الشهيرة (هلا بتير)واداب السير
- لماذا...؟! الكلمـات الأخــيرة فــي دفـتر الشهيــد الأخير..
- ما لم يقله عاشق الصحراء [3] ..